# Russula subgen. Compactae
|  | Dieser Artikel wurde aufgrund von formalen oder inhaltlichen Mängeln in der Qualitätssicherung Biologie im Abschnitt „Mykologie“ zur Verbesserung eingetragen. Dies geschieht, um die Qualität der Biologie-Artikel auf ein akzeptables Niveau zu bringen. Bitte hilf mit, diesen Artikel zu verbessern! Artikel, die nicht signifikant verbessert werden, können gegebenenfalls gelöscht werden. Lies dazu auch die näheren Informationen in den Mindestanforderungen an Biologie-Artikel. Begründung: Umfasst nur einige Schwärz-, nicht aber die Weiß-Täublinge, die ebenfalls zur Untergattung gehören. |

Russula subgen. Compactae, auch als Compacta bezeichnet, bilden eine Untergattung von Pilzen der Gattung Täublinge (Russula).

## Merkmale
Die Pilze der Untergattung zeichnen sich durch feste, kompakte, feuchte oder schwarz verfärbende Hüte aus; die Verfärbung kann über Rot oder direkt erfolgen und je nach Art stärker oder schwächer ausfallen. Die Lamellen sind niemals verzweigt, verkürzte Lamellen und Lücken zwischen ihnen kommen vor. Im Profil ähneln sie den mit den Täublingen verwandten Milchlingen oder weisen eingerollte Hutränder auf. Die Fruchtkörper sind meist schmutzig gefärbt, die Farben variieren von Weißlich über Ocker bis Bräunlich. Nach Geschmack und Speisewert sind sie sehr unterschiedlich, das Spektrum umfasst sowohl essbare als auch ungenießbare Arten und Giftpilze, darunter eine nicht durch die Täublingsregel als giftig erkennbare und bei Verzehr lebensbedrohliche Art, den Nisekurohatsu.

## Nomenklatur
Die Untergattung und auch die darin enthaltene Sektion Compactae wurden vom französischen Mykologen Marcel Bon (1925–2014) in dessen Systematik der Täublinge benannt.

## Arten
Den Compactae gehören folgende Arten an:
- Dichtblättriger Schwärz-Täubling (Russula densifolia), ein ungenießbarer Pilz[4]
- Dickblättriger Schwärz-Täubling (Russula nigricans), ein minderwertiger Speisepilz[4]
- Kohlen-Täubling (Russula anthracina), ein ungenießbarer Täubling[5]
- Nisekurohatsu (Russula subnigricans), einziger lebensgefährlicher Giftpilz unter den Täublingen[2][6]
- die nicht mit deutscher Bezeichnung bekannte Täublingsart Russula densissima, eine nicht allgemein anerkannte Art, weshalb über ihren Speisewert nicht befunden werden kann
- der Täubling Russula eccentrica (keine deutsche Bezeichnung vorhanden)[2]
- Scharfblättriger Schwärz-Täubling (Russula acrifolia), ein gemäß der Täublingsregel wegen seiner brennenden Schärfe ungenießbarer Pilz[4]
- Schwarzanlaufender Täubling (Russula albonigra), ein Speisepilz[4]

## Abbildungen

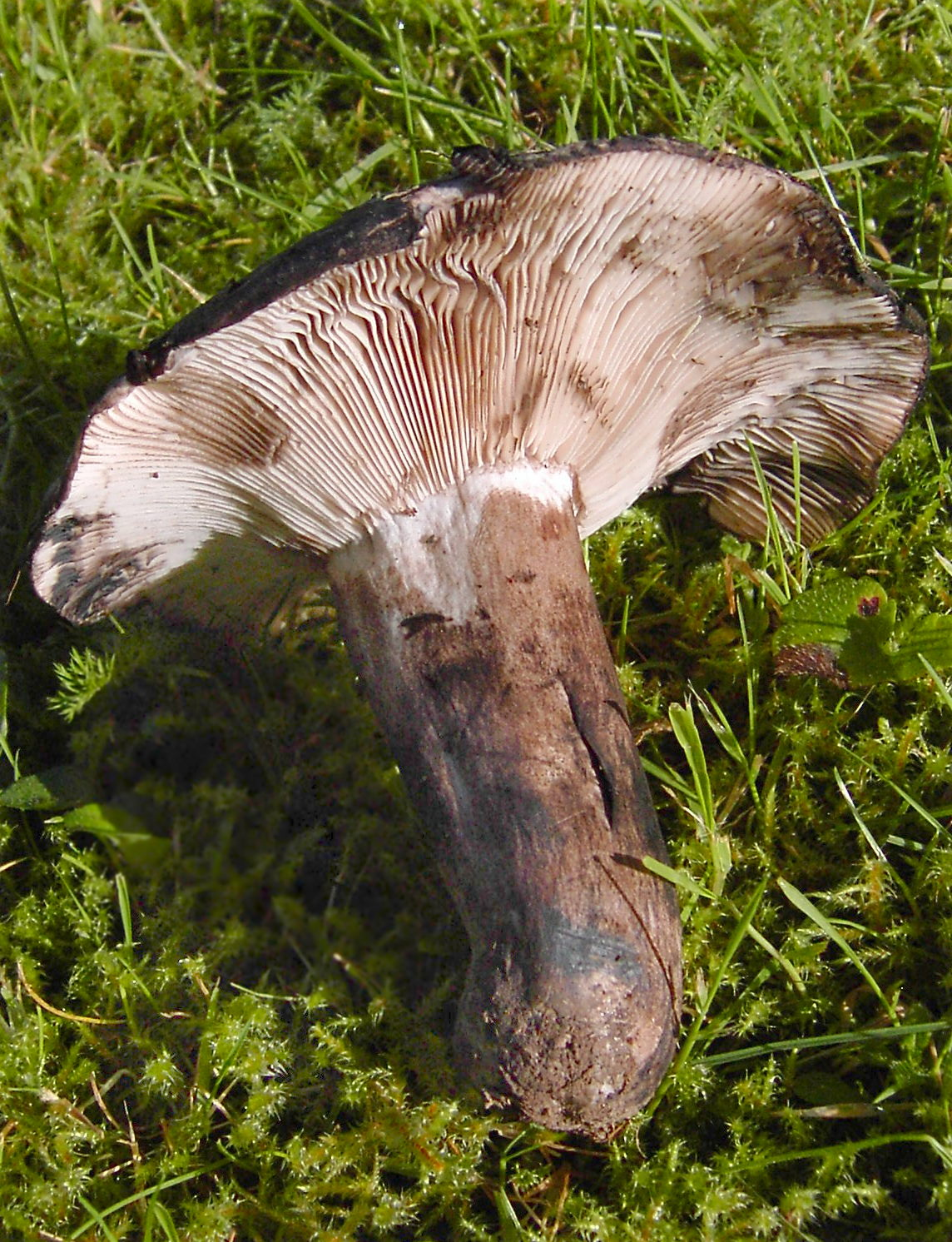
Dichtblättriger Schwärz-Täubling
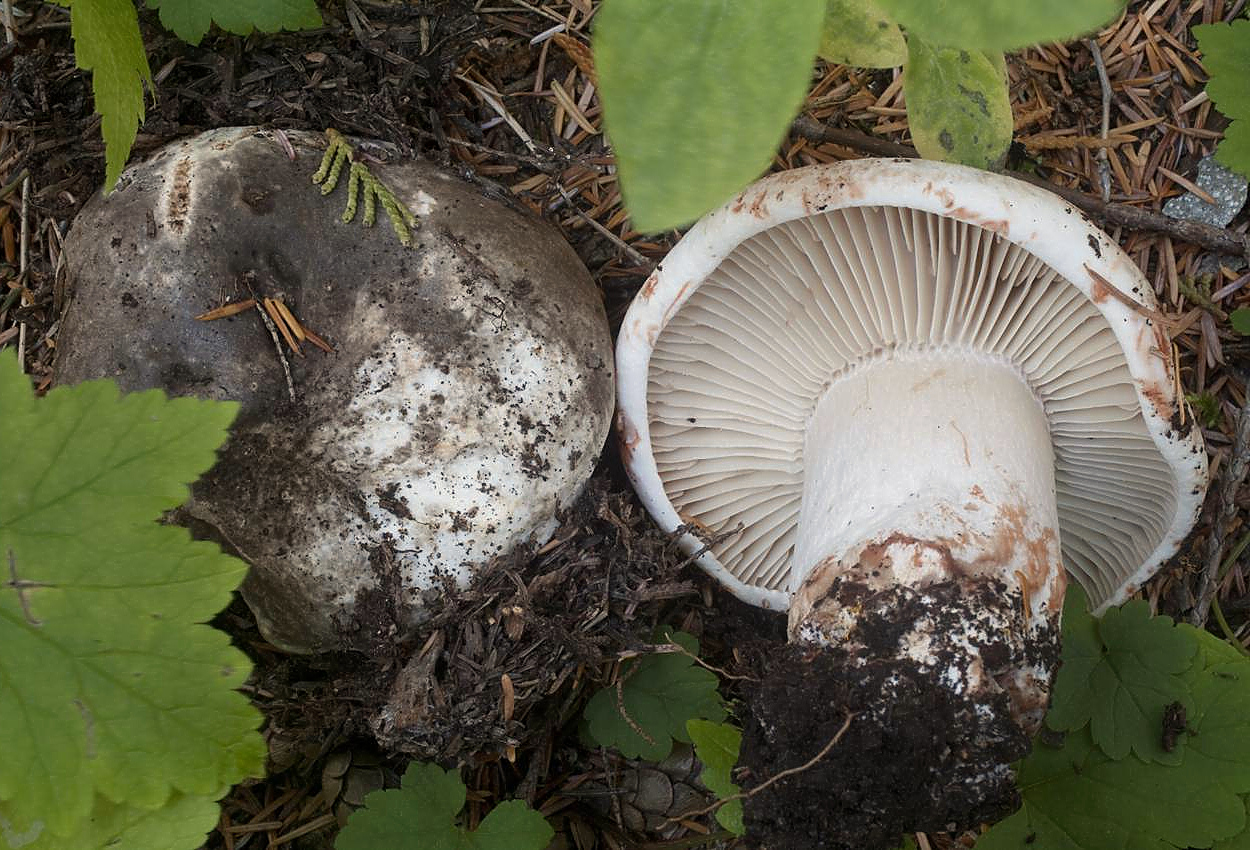
Dickblättriger Schwärz-Täubling, von unten
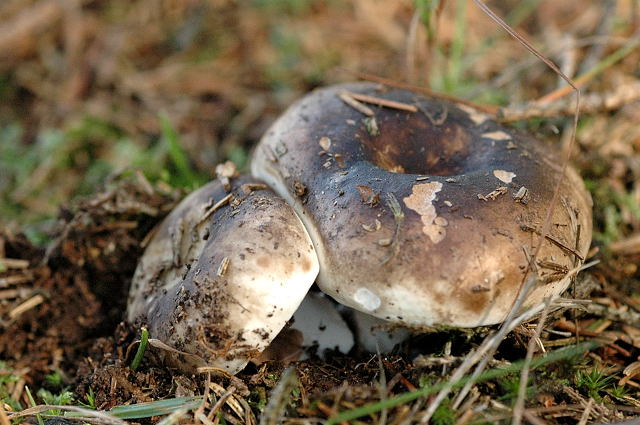
Dickblättriger Schwärz-Täubling, von oben
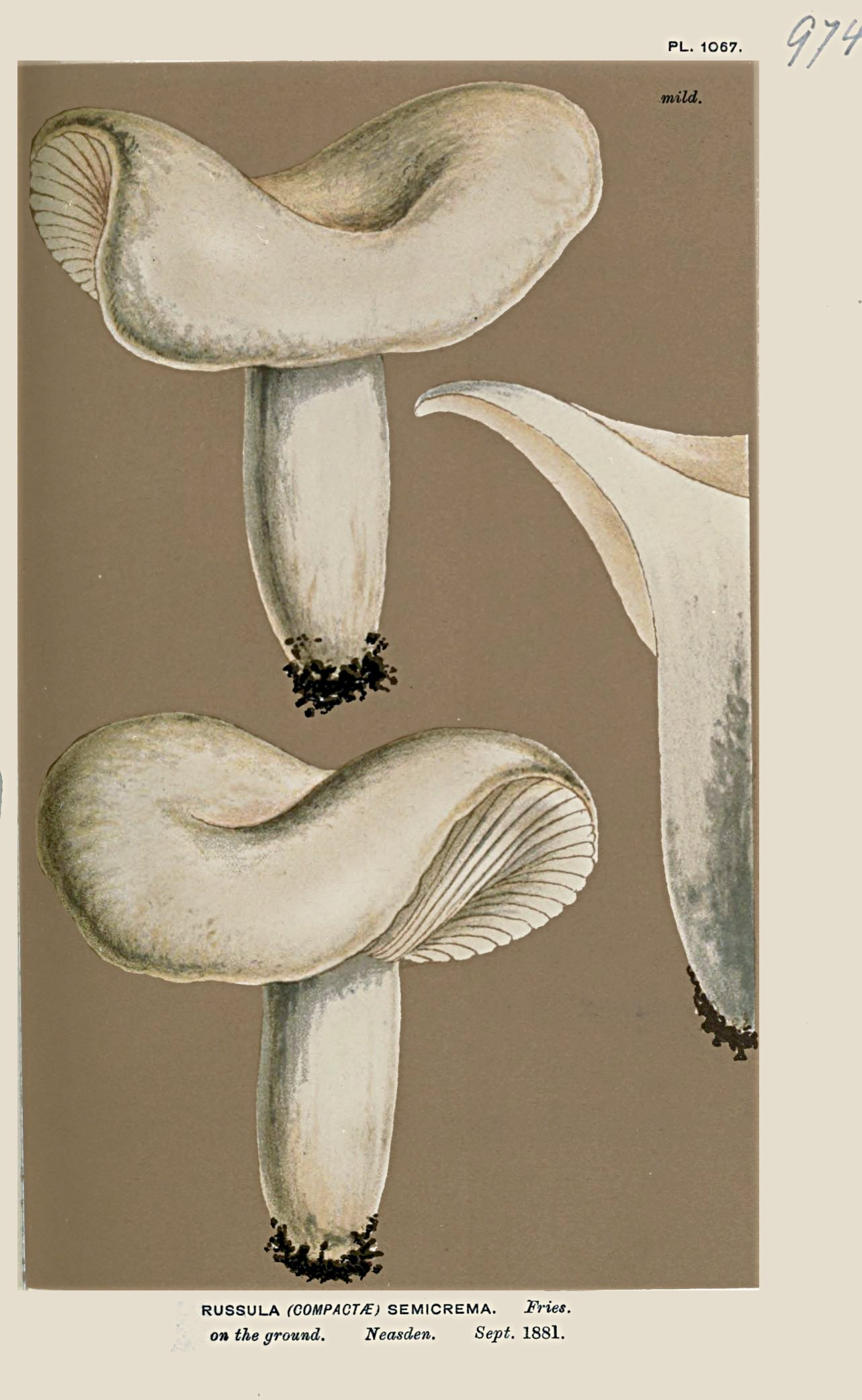
Kohlen-Täubling
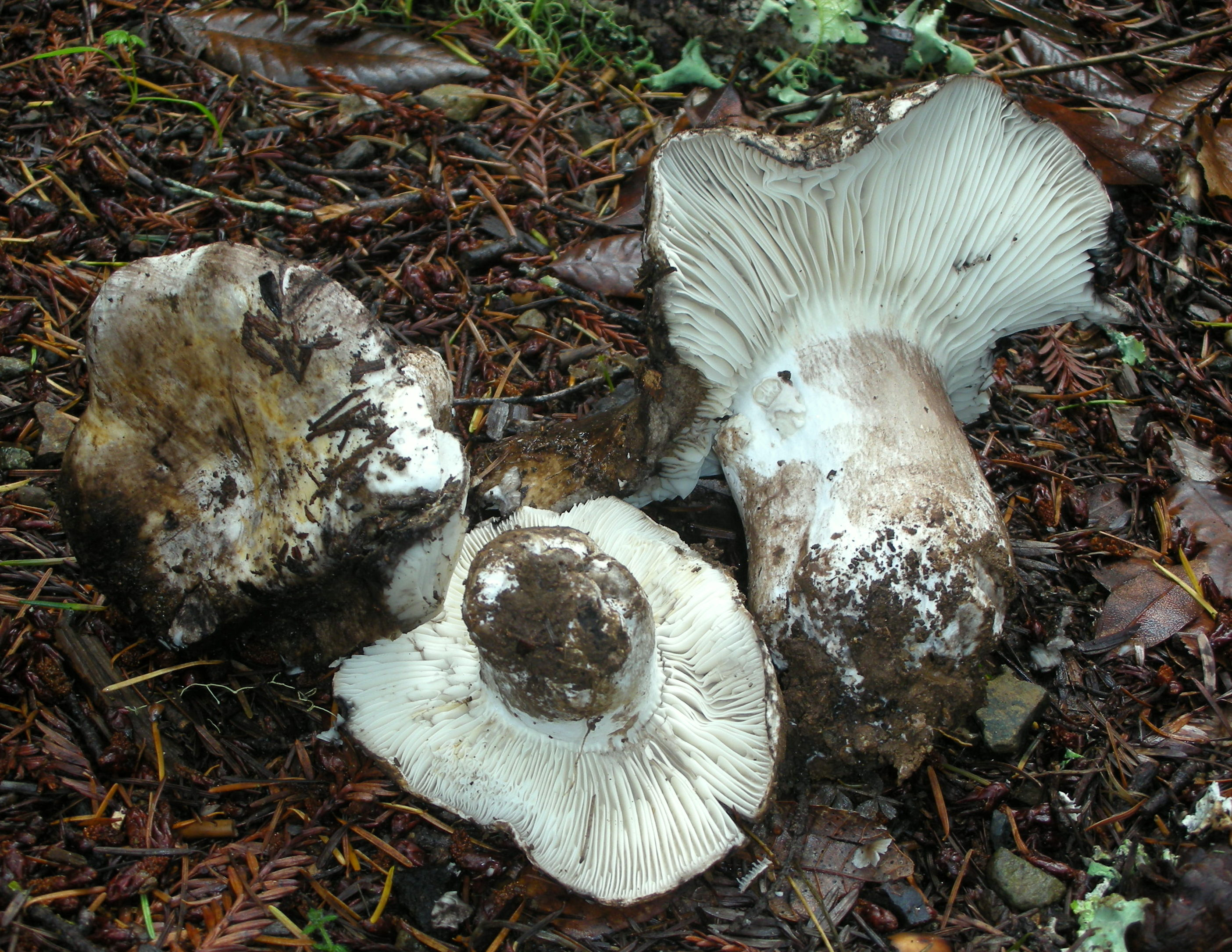
Schwarzanlaufender Täubling
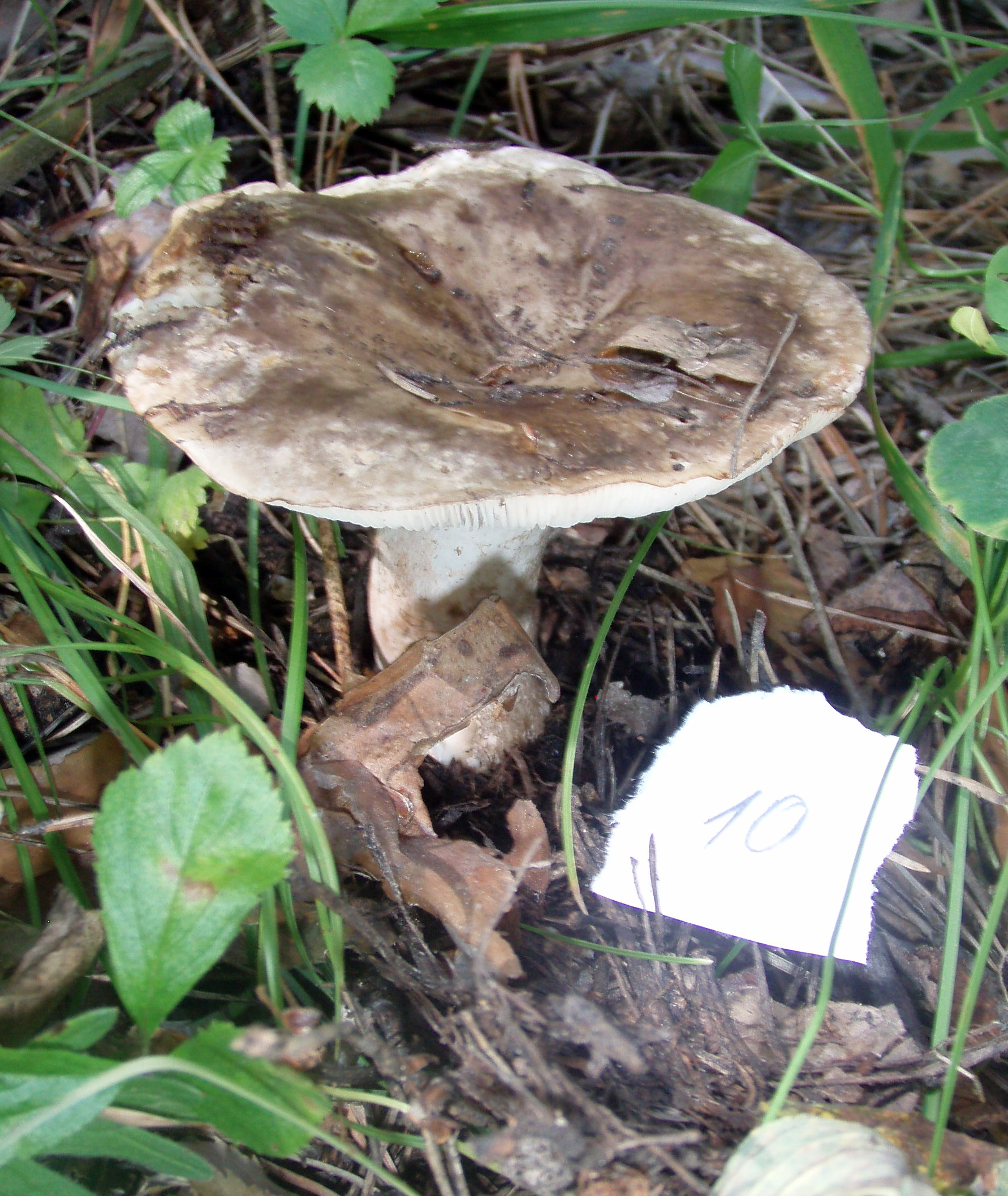
Scharfblättriger Schwärz-Täubling